# Javier Justiz
Javier Justiz Ferrer (Santiago di Cuba, 18 settembre 1992) è un ex cestista cubano.

## Carriera
Con Cuba ha disputato i Campionati americani del 2015.

## Palmarès
- FIBA Americas League: 1

San Lorenzo: 2018
- Campionato argentino: 1

San Lorenzo: 2017-18